# Juan Manuel López Martínez
Juanma López (Madrid, Espanya, 3 de setembre de 1969), és un exfutbolista madrileny. Va jugar de central a l'Atlètic de Madrid, club on va desenvolupar tota la seua carrera esportiva. Va ser internacional amb la selecció espanyola.

## Trajectòria
Juanma López es va criar com futbolista en les categories inferiors de l'Atlètic de Madrid i va pujar al primer equip del club matalasser el 1990. Va debutar a l'abril del 91 davant el Reial Saragossa. Allí va jugar 11 temporades on va formar part de l'equip del doblet i va guanyar una lliga, el 1996, i 3 copes del rei, 1991, 1992 i 1996. Precisament, l'any del doble títol per als matalassers va ser l'any més destacat de López, que va disputar 32 partits i va ser l'única campanya en què fou clarament titular a la defensa del seu equip.
El seu declivi va començar arran d'una lesió a la temporada 97/98 que el va tenir en blanc la resta d'eixa campanya (només va jugar set partits) i tota la temporada 98/99. A l'any següent, en què l'Atlètic va baixar a Segona, va reaparèixer en dues ocasions. Va acompanyar el club matalasser en el primer any en la categoria d'argent, tot retirant-se el 2001.
Tot i de jugar habitualment de central, a causa de la seva llarga passa també va jugar en alguna ocasió com lateral o com migcampista per la banda dreta. Va ser famós per la seva contundència i hom el criticava pel seu joc dur, encara que el jugador sempre contestava a les crítiques recordant que ell mai va lesionar ningú i que no obstant això a ell sí li van fracturar el pòmul.

## Selecció espanyola
Ha estat internacional amb la selecció espanyola en 11 ocasions entre 1992 i 1997. A més a més va participar en la selecció olímpica de 1992 amb la qual va assolir la medalla d'or.